# ナショナル・ヘルス
ナショナル・ヘルス（National Health）は、イギリスのカンタベリー系プログレッシブ・ロック・バンド。

## 来歴
1975年：モント・キャンベル、デイヴ・スチュワート、アラン・ゴーウェン、フィル・ミラー、フィル・リー、アマンダ・パーソンズにより結成。結成当初はハットフィールド・アンド・ザ・ノースとギルガメッシュ の合体プロジェクトとして発足した。ドラマーは固定しておらず様々なドラマーが臨時で参加していた。
1976年：キャンベル脱退、ニール・マーレイ加入。ビル・ブルーフォードが正式メンバーとなる。
1977年：ブルーフォード脱退(UK→ブルーフォード)、ピップ・パイル加入、更にゴーウェン、パーソンズ脱退。スチュワート、ミラー、マーレイ、パイルで、ファースト・アルバム『ナショナル・ヘルス』録音。元メンバーのゴーウェン、パーソンズがゲストで全面的に参加した。
1978年：マーレイ脱退(ホワイトスネイクへ)、ジョン・グリーヴス加入。スチュワート、ミラー、グリーヴス、パイルで、セカンド・アルバム『オブ・キューズ・アンド・キュアーズ』録音。ジョージー・ボーン、リンジー・クーパー加入。メンバーの半分が元ヘンリー・カウとなる。スチュワート脱退(ブルーフォードへ)、更にボーン、クーパー脱退。スチュワートに代わる適当なキーボード奏者が見つからなかったため、ツイン・ギター編成にしようと試みフランス人のアラン・エカートを加えリハーサルを行うが、結局上手くいかずに断念。
1979年：ゴーウェン復帰。
1980年：ゴーウェンの体調悪化のため解散。
1981年：ゴーウェン白血病により死亡。ゴーウェン追悼のため再結成、サード・アルバム『D.S.アル・コーダ』録音。

## 特徴

### 音楽性
結成当初はハットフィールド・アンド・ザ・ノースとギルガメッシュの合体プロジェクトとして発足したが、主導権を握っているのはキャンベルとスチュワートであり、音楽的にはエッグのサウンドの発展型と言える。特にキャンベルの書く複雑な曲が特徴的。
キャンベル脱退後からセカンド・アルバムの頃まではスチュワートが完全に主導権を握り、スチュワートのオルガン、ミラーのギターを核としたハットフィールド・アンド・ザ・ノースをよりシリアスにしたサウンドとなった。
セカンド・アルバム録音後にボーン、クーパーが加入してからは、メンバーの半分が元ヘンリー・カウとなりフリー・インプロヴィゼーション色が強くなった。
スチュワート脱退、ゴーウェン復帰後も、インプロヴィゼーション色が強く、ヘンリー・カウからの影響が色濃く残っている。演奏面ではミラーのギター、ゴーウェンのシンセが核となっている。
再結成後は第4期のメンバーだが、ファースト・アルバム、セカンド・アルバムと比較するとインプロヴィゼーションの比率が高い。

### 逸話・その他
- ナショナル・ヘルスと言うバンド名は、スチュワート愛用のメガネのことを示す。イギリスでは国がメガネを支給してくれるシステムがあり、そのことを「ナショナル・ヘルス」と言ってスチュワートを揶揄したのが始まり。

- 1973年11月にハットフィールド・アンド・ザ・ノースとギルガメッシュが共演、ダブル・カルテットとして演奏した。このコンセプトがナショナル・ヘルス結成に繋がった。

- 「Binoculars」という曲のイントロがサンプリングされ、アメリカのバンド デフトーンズ の「Black Moon」という曲に使用されている。

## メンバーと担当楽器

### 第1期 1975年7月-1976年
- モント・キャンベル (Mont campbell) - ベース、フレンチホルン
- デイヴ・スチュワート (Dave Stewart) - オルガン、エレクトリック・ピアノ、ピアノ、クラヴィネット
- アラン・ゴーウェン (Alan Gowen) - シンセサイザー、エレクトリック・ピアノ、ピアノ
- フィル・ミラー (Phil Miller) - ギター
- フィル・リー (Phil Lee) - ギター (1975年末に脱退)
- アマンダ・パーソンズ (Amanda Parsons) - ボーカル

+
- ピップ・パイル (Pip Pyle) - ドラム
- ビル・ブルーフォード (Bill Bruford) - ドラム
- リチャード・バージェス (Richard Burgess) - ドラム
- クリス・カトラー (Chris Cutler) - ドラム
- ジョン・ミッチェル (John Mitchell) - ドラム
- スティーヴ・ヒレッジ (Steve Hillage) - ギター

ライブ・アルバム『オリジナル・ナショナル・ヘルス』録音。

### 第2期 1976年-1977年
- デイヴ・スチュワート (Dave Stewart) - オルガン、エレクトリック・ピアノ、ピアノ、クラヴィネット
- アラン・ゴーウェン (Alan Gowen) - シンセサイザー、エレクトリック・ピアノ、ピアノ
- フィル・ミラー (Phil Miller) - ギター
- ニール・マーレイ (Neil Murray) - ベース
- ビル・ブルーフォード (Bill Bruford) - ドラム
- アマンダ・パーソンズ (Amanda Parsons) - ボーカル

### 第3期 1977年
- デイヴ・スチュワート (Dave Stewart) - オルガン、エレクトリック・ピアノ、ピアノ、クラヴィネット
- フィル・ミラー (Phil Miller) - ギター
- ニール・マーレイ (Neil Murray) - ベース
- ピップ・パイル (Pip Pyle) - ドラム

+
- ジョン・ミッチェル (John Mitchell) - パーカッション (ゲスト/1st)
- アラン・ゴーウェン (Alan Gowen) - シンセサイザー、エレクトリック・ピアノ、ピアノ (ゲスト/1st)
- アマンダ・パーソンズ (Amanda Parsons) - ボーカル (ゲスト/1st)
- ジミー・ヘイスティングス (Jimmy Hastings) - フルート、クラリネット (ゲスト/1st)

ファースト・アルバム『ナショナル・ヘルス』録音。

### 第4期 1978年
- デイヴ・スチュワート (Dave Stewart) - オルガン、エレクトリック・ピアノ、ピアノ、クラヴィネット、シンセサイザー
- フィル・ミラー (Phil Miller) - ギター
- ジョン・グリーヴス (John Greaves) - ベース、ボーカル
- ピップ・パイル (Pip Pyle) - ドラム

+
- ジョージー・ボーン (Georgie Born) - チェロ (ゲスト/2nd)
- ポール・ニーマン (Paul Nieman) - トロンボーン (ゲスト/2nd)
- フィル・ミントン (Phil Minton) - トランペット (ゲスト/2nd)
- ジミー・ヘイスティングス (Jimmy Hastings) - フルート、クラリネット (ゲスト/2nd)
- キース・トンプソン (Keith Tompson) - オーボエ (ゲスト/2nd)
- ピーター・ブレグヴァド (Peter Blegvad) - ボイス (ゲスト/2nd)

セカンド・アルバム『オブ・キューズ・アンド・キュアーズ』録音。

### 第5期 1978年中旬-末
- デイヴ・スチュワート (Dave Stewart) - オルガン、エレクトリック・ピアノ、ピアノ、クラヴィネット、シンセサイザー
- フィル・ミラー (Phil Miller) - ギター
- ジョン・グリーヴス (John Greaves) - ベース、ボーカル
- ピップ・パイル (Pip Pyle) - ドラム
- ジョージー・ボーン (Georgie Born) - チェロ
- リンジー・クーパー (Lindsay Cooper ) - オーボエ、バスーン

### 第6期 1978年末
- フィル・ミラー (Phil Miller) - ギター
- ジョン・グリーヴス (John Greaves) - ベース、ボーカル
- ピップ・パイル (Pip Pyle) - ドラム
- アラン・エカート (Alain Eckert) - ギター

リハーサルのみ。

### 第7期 1979年
- フィル・ミラー (Phil Miller) - ギター
- アラン・ゴーウェン (Alan Gowen) - シンセサイザー、エレクトリック・ピアノ、ピアノ
- ジョン・グリーヴス (John Greaves) - ベース、ボーカル
- ピップ・パイル (Pip Pyle) - ドラム

+
- アラン・エカート (Alain Eckert) - ギター (1979年4月のギグにゲスト参加)
- ディディエ・マレルブ (Didier Malherbe) - サックス (1979年5月のギグにゲスト参加)

ライブ・アルバム『プレイタイム』録音。(エカート入りの音源も含む)

ライブ・アルバム『オリジナル・ナショナル・ヘルス』1曲録音。

### 第8期 (再結成第4期) 1981年
- デイヴ・スチュワート (Dave Stewart) - キーボード
- フィル・ミラー (Phil Miller) - ギター
- ジョン・グリーヴス (John Greaves) - ベース、ボーカル
- ピップ・パイル (Pip Pyle) - ドラム

+
- テッド・エメット (Ted Emmett) - トランペット (ゲスト/3rd)
- アニー・ホワイトヘッド (Annie Whitehead) - トロンボーン (ゲスト/3rd)
- アマンダ・パーソンズ (Amanda Parsons) - ボーカル (ゲスト/3rd)
- バーバラ・ガスキン (Barbara Gaskin) - ボーカル (ゲスト/3rd)
- ジミー・ヘイスティングス (Jimmy Hastings) - フルート (ゲスト/3rd)
- エルトン・ディーン (Elton Dean) - サクセロ (ゲスト/3rd)
- リチャード・シンクレア (Richard Sinclair) - ボーカル (ゲスト/3rd)

アラン・ゴーウェン追悼のため再結成し、サード・アルバム『D.S.アル・コーダ』録音。すべてゴーウェンの作品である。

## ディスコグラフィ

### スタジオ・アルバム
- 『ナショナル・ヘルス』 - National Health (1978年 第3期)
- 『オブ・キューズ・アンド・キュアーズ』 - Of Queues And Cures (1978年 第4期)
- 『D.S.アル・コーダ』 - D.S. Al Coda (1982年 第8期) ※旧邦題『最終楽章』

### ライブ・アルバム
- 『オリジナル・ナショナル・ヘルス』 - Missing Pieces (1996年 第1期、第7期)
- 『プレイタイム』 - Playtime (2001年 第7期)

### コンピレーション・アルバム
- Complete (1990年 第1期、第3期～第4期、第8期)

スタジオ・アルバム全曲に加え、第1期の演奏の抜粋、1990年のスチュワート、ミラーによるセカンドの曲の再演が収録されている。

### その他
- ゴーウェン、ミラー、シンクレア、トムキンス : 『ビフォー・ア・ワード・イズ・セッド』 - Before A Word Is Said (1981年)

ゴーウェンの死亡2週間前に録音された遺作。一応ナショナル・ヘルスの結成当初のコンセプトであるハットフィールド・アンド・ザ・ノース(Miller、Sinclair)とギルガメッシュ(Gowen、Tomkins) の合体プロジェクト